# Roberto Luís Gaspar Deus Severo
Roberto Luís Gaspar Deus Severo, (Lisboa, Portugal, 3 de mayo de 1976), más conocido como Beto, es un exfutbolista internacional portugués. Jugaba de defensa central y cuenta con gran experiencia y muy buena colocación defensiva. Tras jugar en el Os Belenenses en la temporada 2009-10 decidió retirarse del fútbol para disfrutar de su familia. En el mercado de invierno de 2011 se ha comprometido a jugar en la UD Alzira de la 2.ª B española.

## Trayectoria
| Club                       | País     | Año       |
| -------------------------- | -------- | --------- |
| União de Lamas             | Portugal | 1993-1995 |
| SC Campomaiorense          | Portugal | 1995-1996 |
| Sporting Clube de Portugal | Portugal | 1996-2005 |
| Girondins de Bordeaux      | Francia  | 2006      |
| Recreativo de Huelva       | España   | 2006-2009 |
| Os Belenenses              | Portugal | 2009-2010 |
| UD Alzira                  | España   | 2011      |

## Títulos
- Superliga: 2000, 2002
- Copa de Portugal: 2002
- Supercopa de Portugal: 2000, 2002

## Selección nacional
Debutó con la selección nacional en el empate 1-1 con Alemania, en Berlín, el 6 de septiembre de 1997, y ha sido un jugador habitual desde entonces. Jugó en el Mundial de 2002 y en la Eurocopa de fútbol de 2000 y 2004.